# Tadeusz Werno
Tadeusz Werno (ur. 4 sierpnia 1931 w Kaźmierzu Wielkopolskim, zm. 20 grudnia 2022) – polski duchowny rzymskokatolicki, biskup pomocniczy koszalińsko-kołobrzeski w latach 1974–2007, od 2007 biskup pomocniczy senior diecezji koszalińsko-kołobrzeskiej.

## Życiorys
Urodził się 4 sierpnia 1931 w Kaźmierzu Wielkopolskim. Od 1945 do 1948 uczył się w gimnazjum w Sulechowie, a następnie od 1948 do 1951 uczęszczał do Niższego Seminarium Duchownego w Gorzowie Wielkopolskim. W 1951 został przyjęty do Wyższego Seminarium Duchownego w Gorzowie Wielkopolskim. Święcenia subdiakonatu i diakonatu otrzymał w 1955 przez posługę biskupa koadiutora śląskiego Herberta Bednorza. Święceń prezbiteratu udzielił mu 24 czerwca 1956 w Gorzowie Wielkopolskim biskup diecezjalny łódzki Michał Klepacz. Magisterium z teologii uzyskał na Wydziale Teologicznym Akademii Teologii Katolickiej w Warszawie.
Pracował jako wikariusz, w latach 1957–1959 w parafii katedralnej Wniebowzięcia Najświętszej Maryi Panny w Gorzowie Wielkopolskim, a w latach 1959–1963 w parafii św. Jadwigi w Zielonej Górze. W 1963 został ustanowiony rektorem kaplicy publicznej Najświętszego Serca Pana Jezusa w Gorzowie Wielkopolskim. Był też przez krótki czas wikariuszem, a następnie od 1971 do 1974 proboszczem parafii Matki Boskiej Nieustającej Pomocy w Świdwinie. W 1972 został inkardynowany do nowo ustanowionej diecezji koszalińsko-kołobrzeskiej. W koszalińskiej kurii biskupiej pełnił funkcję konsultora diecezjalnego i referenta ds. powołań duchownych.
W 1959 został ojcem duchowym w Niższym Seminarium Duchownym w Gorzowie Wielkopolskim. W latach 1963–1971 pracował jako referent wydziału duszpasterskiego w gorzowskiej kurii biskupiej. Był redaktorem „Gorzowskich Wiadomości Kościelnych”.
22 marca 1974 został prekonizowany biskupem pomocniczym diecezji koszalińsko-kołobrzeskiej ze stolicą tytularną Zattara. Święcenia biskupie otrzymał 25 maja 1974 w katedrze Niepokalanego Poczęcia Najświętszej Maryi Panny w Koszalinie. Udzielił mu ich kardynał Stefan Wyszyński, prymas Polski, któremu towarzyszyli Antoni Baraniak, arcybiskup metropolita poznański, i Ignacy Jeż, biskup diecezjalny koszalińsko-kołobrzeski. Jako dewizę biskupią przyjął słowa „Omnibus omnia factus sum” (Stałem się wszystkim dla wszystkich). W 1974 został ustanowiony wikariuszem generalnym diecezji. W kurii diecezjalnej objął funkcje przewodniczącego: wydziału duszpasterskiego, komisji liturgicznej oraz komisji śpiewu i muzyki kościelnej. Ponadto wszedł w skład rady duszpasterskiej i rady kapłańskiej. W latach 80. pełnił funkcję przewodniczącego komitetu budowy Wyższego Seminarium Duchownego w Koszalinie. W stanie wojennym sprawował opiekę duszpasterską nad internowanymi i więzionymi. Trzykrotnie pełnił funkcję administratora diecezji: w 1996 po śmierci biskupa Czesława Domina, w 2004 po przeniesieniu biskupa Mariana Gołębiewskiego na urząd arcybiskupa metropolity wrocławskiego i w 2007 po mianowaniu Kazimierza Nycza arcybiskupem metropolitą warszawskim. 22 września 2007 papież Benedykt XVI przyjął jego rezygnację z funkcji biskupa pomocniczego diecezji koszalińsko-kołobrzeskiej.
W ramach Episkopatu Polski został członkiem komisji: ds. Duszpasterstwa Rolników, ds. Duszpasterstwa Ludzi Morza, ds. Misji i ds. Rodzin. Współkonsekrował biskupów pomocniczych koszalińsko-kołobrzeskich: Krzysztofa Zadarkę (2009) i Krzysztofa Włodarczyka (2016).
Zmarł 20 grudnia 2022. 23 grudnia 2022 został pochowany w kwaterze kapłańskiej na cmentarzu komunalnym w Koszalinie.

## Odznaczenia i wyróżnienia
Postanowieniem prezydenta RP Lecha Kaczyńskiego z 21 września 2007 został odznaczony Krzyżem Oficerskim Orderu Odrodzenia Polski.
Nadano mu tytuły honorowego obywatela Świdwina (1996) i Słupska (2006).